# آسیاب بدره
آسیاب بدره مربوط به دوره قاجار است و در شهرستان استهبان، بخش مرکزی، ابتدای شرقی شهر ایج، دامنه کوه بن دره، منطقه بدره واقع شده و این اثر در تاریخ ۱۵ دی ۱۳۸۷ با شمارهٔ ثبت ۲۴۱۹۲ به‌عنوان یکی از آثار ملی ایران به ثبت رسیده است.